# Американська жаба
Американська жаба (Lithobates) — рід земноводних родини жаб'ячих (Ranidae). Включає 52 види. Тривалий час розглядався як підрід бурої жаби. Лише у 2006 році визначено як самостійний рід.

## Опис
Загальна довжина представників цього роду коливається від 7 до 22 см. За своєю будовою схожі на земноводних роду бура жаба. Відрізняється забарвленням: воно не однотонне тьмяне чи темне, а поєднує сірі, бурі або коричневі кольори з зеленуватим відтінком або із світлими плямами, переважно зеленого або оливкового кольору.

## Спосіб життя
Трапляються у різних ландшафтах. Полюбляють рідколісся, чагарники, рівнинні місцини, савани. Значний час проводять у воді. Живляться водними безхребетними, дрібною рибою, невеликими земноводними, пташенятами.
Це яйцекладні амфібії.

## Поширення
Мешкають у Північній, Центральній та Південній Америці. У зв'язку з цим даний рід й отримав свою назву.

## Види
- Lithobates areolatus (Baird & Girard, 1852)
- Lithobates berlandieri (Baird, 1859)
- Lithobates blairi (Mecham, Littlejohn, Oldham, Brown & Brown, 1973)
- Lithobates brownorum (Sanders, 1973)
- Lithobates bwana (Hillis & de Sá, 1988)
- Lithobates capito (LeConte, 1855)
- Lithobates catesbeianus (Shaw, 1802)
- Lithobates chichicuahutla (Cuellar, Méndez-De La Cruz & Villagrán-Santa Cruz, 1996)
- Lithobates chiricahuensis (Platz & Mecham, 1979)
- Lithobates clamitans (Latreille, 1801)
- Lithobates dunni (Zweifel, 1957)
- Lithobates fisheri (Stejneger, 1893)
- Lithobates forreri (Boulenger, 1883)
- Lithobates grylio (Stejneger, 1901)
- Lithobates heckscheri (Wright, 1924)
- Lithobates johni (Blair, 1965)
- Lithobates juliani (Hillis & de Sá, 1988)
- Lithobates kauffeldi (Feinberg, Newman, Watkins-Colwell, Schlesinger, Zarate, Curry, Shaffer & Burger, 2014)
- Lithobates lemosespinali (Smith & Chiszar, 2003)
- Lithobates macroglossa (Brocchi, 1877)
- Lithobates maculatus (Brocchi, 1877)
- Lithobates magnaocularis (Frost & Bagnara, 1974)
- Lithobates megapoda (Taylor, 1942)
- Lithobates miadis (Barbour & Loveridge, 1929)
- Lithobates montezumae (Baird, 1854)
- Lithobates neovolcanicus (Hillis & Frost, 1985)
- Lithobates okaloosae (Moler, 1985)
- Lithobates omiltemanus (Günther, 1900)
- Lithobates onca (Cope, 1875)
- Lithobates palmipes (Spix, 1824)
- Lithobates palustris (LeConte, 1825)
- Lithobates pipiens (Schreber, 1782)
- Lithobates psilonota (Webb, 2001)
- Lithobates pueblae (Zweifel, 1955)
- Lithobates pustulosus (Boulenger, 1883)
- Lithobates septentrionalis (Baird, 1854)
- Lithobates sevosus (Goin & Netting, 1940)
- Lithobates sierramadrensis (Taylor, 1939)
- Lithobates spectabilis (Hillis & Frost, 1985)
- Lithobates sphenocephalus (Cope, 1886)
- Lithobates sylvaticus (LeConte, 1825)
- Lithobates tarahumarae (Boulenger, 1917)
- Lithobates taylori (Smith, 1959)
- Lithobates tlaloci (Hillis & Frost, 1985)
- Lithobates vaillanti (Brocchi, 1877)
- Lithobates vibicarius (Cope, 1894)
- Lithobates virgatipes (Cope, 1891)
- Lithobates warszewitschii (Schmidt, 1857)
- Lithobates yavapaiensis (Platz & Frost, 1984)
- Lithobates zweifeli (Hillis, Frost & Webb, 1984)